# Подвис (Кичево)
Подвис (мкд. Подвис) је насеље у Северној Македонији, у западном делу државе. Подвис припада општини Кичево.

## Географија
Насеље Подвис је смештено у западном делу Северне Македоније. Од најближег већег града, Кичева, насеље је удаљено 10 km западно.
Подвис припада историјској области Горња Копачка. Село је положено у долини реке Треске, која овде тече горњим делом свог тока. Северно од села се издиже планина Бистра, а јужно Илинска планина. Надморска висина насеља је приближно 670 метара.
Клима у насељу је умерено континентална.

## Становништво
Подвис је према последњем попису из 2002. године имао 72 становника.
Већинско становништво су етнички Македонци (99%), а остало су Срби.
Претежна вероисповест месног становништва је православље.